# Вале-де-Ремижиу
Вале-де-Ремижиу (порт. Vale de Remígio)  —  район (фрегезия) в Португалии,  входит в округ Визеу. Является составной частью муниципалитета  Мортагуа. Находится в составе крупной городской агломерации Большая Коимбра. По старому административному делению входил в провинцию Бейра-Алта. Входит в экономико-статистический  субрегион Дан-Лафойнш, который входит в Центральный регион. Население составляет 750 человек на 2001 год. Занимает площадь 5,81 км².